# Stormzy
Michael Ebenezer Kwadjo Omari Owuo Jr., född 26 juli 1993 i Croydon, London, är en brittisk rappare, mer känd som Stormzy. Han anses som en av förgrundsfigurerna inom grimescenen.

## Karriär
Efter att sedan 2015 ha släppt ett antal singlar, kom debutalbumet Gang Signs & Prayer 24 februari 2017. I december 2019 släpptes uppföljaren Heavy Is the Head. Stormzy har gjort sig känd för politiska utspel och i låten Vossi Bop kritiserar han Storbritanniens premiärminister Boris Johnson med textraden: Fuck the government and fuck Boris.